# 大山隠岐国立公園

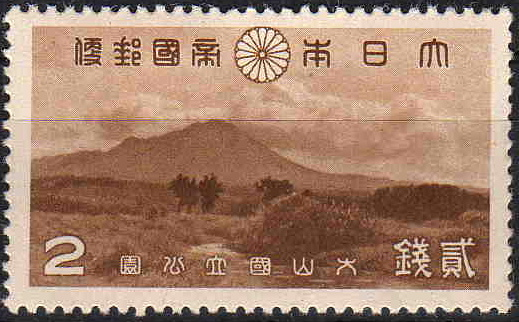

大山隠岐国立公園（だいせんおきこくりつこうえん）は、鳥取県・島根県・岡山県の3県にまたがって所在する国立公園。元々は1936年2月1日に十和田国立公園（現・十和田八幡平国立公園）、吉野熊野国立公園、富士箱根国立公園（現・富士箱根伊豆国立公園）とともに大山を中心とする限られた地域が指定されたのが始まりである。
面積は69,410.5ha（陸域:35,353ha、海域:34,057.5ha）で、陸域では国有地、公有地が半分近くを占める。大山や蒜山、三瓶山などの山岳景観と島根半島、隠岐島などの海岸景観との調和が取れた公園で、山陰の中央部を代表する景勝地が集結している。
大山隠岐国立公園は大きく分けると、
- 大山蒜山地域
- 隠岐地域
- 島根半島地域
- 三瓶山地域

の4箇所に分かれそれぞれ個性が異なっている。

## 歴史
- 1936年2月1日 - 大山国立公園が指定された。
- 1963年4月10日 - 蒜山、島根半島、三瓶山、そして隠岐地域が編入されていて大山隠岐国立公園へ名称変更された。
- 2002年3月26日 - 大山・蒜山地区に毛無山、宝仏山地域を編入した。
- 2014年3月19日 - 大山・蒜山地区に三徳山地域を編入した。

## 関係市町村
- 鳥取県 - 倉吉市、琴浦町、大山町、伯耆町、江府町、日野町、三朝町
- 島根県 - 松江市、出雲市、大田市、飯南町、美郷町、海士町、西ノ島町、隠岐の島町、知夫村
- 岡山県 - 真庭市、新庄村

## 面積
- 面積 - 69,410.5ha（陸域:35,353ha、海域:34,057.5ha）
  - 鳥取県 - 15,783ha
  - 島根県 - 13,036ha（陸域のみ）
  - 岡山県 - 6,534ha
  - 海域 - 34,057.5ha

## 自然

### 火山
大山、三瓶山、蒜山

## 主な景勝地

### 大山蒜山地域

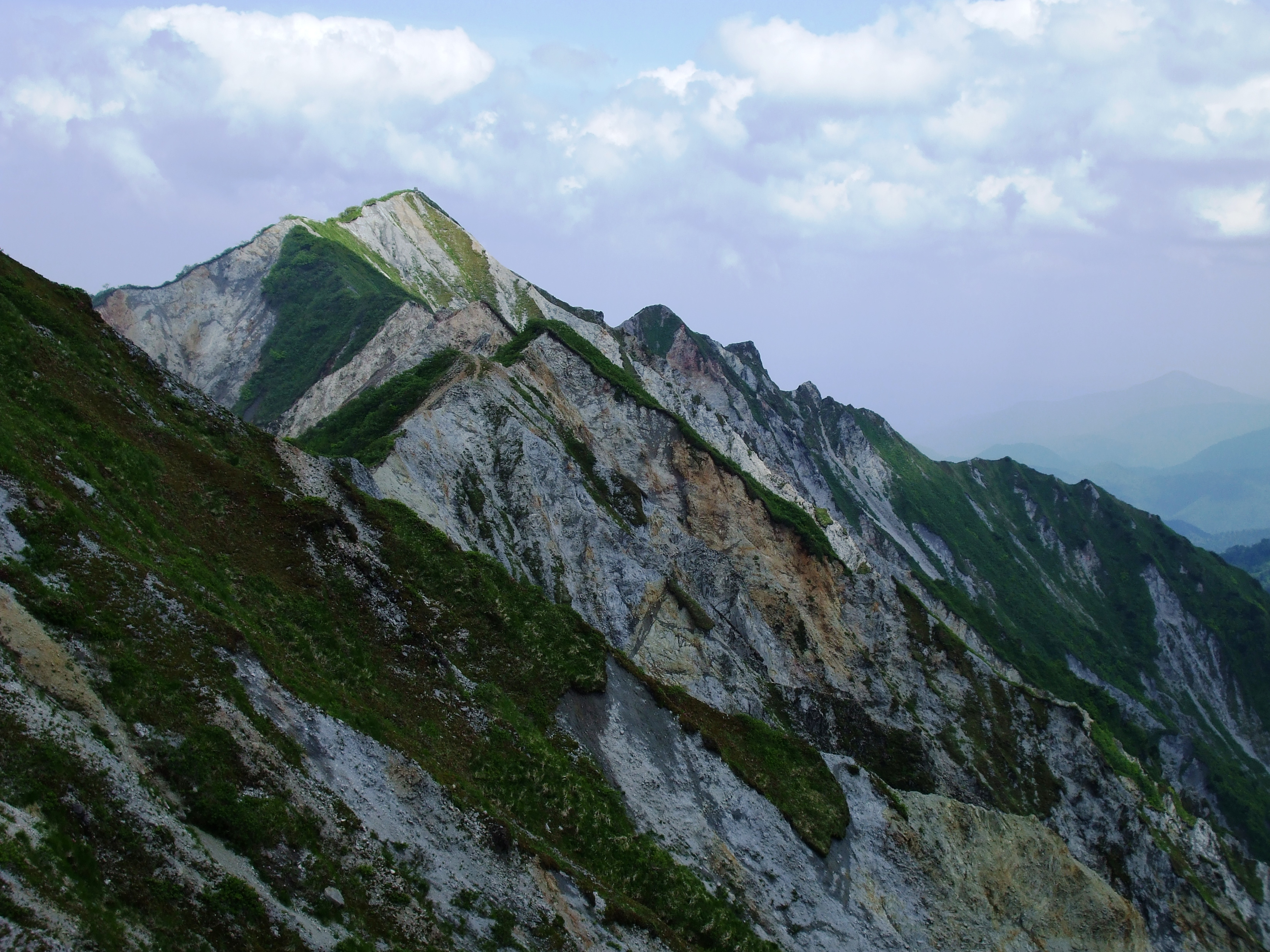
大山最高峰。

- 大山（鳥取県）
中国地方最高峰（標高1,729m）で、伯耆富士や出雲富士との異名を取る火山である。西側からは優美な山容を誇り、山麓に桝水高原などが広がる一方で、南側は険しい山容を見せ、対照的。古代から山岳信仰や修験道の聖地としても名高く、大山寺や大神山神社などが建立された。
- 蒜山（岡山県）
上蒜山、中蒜山、下蒜山の総称。大山とは対照的に穏やかな山容を見せ、ブナの原生林が広がり南麓には大規模な蒜山高原が発達している。一方、北麓は険しい断崖がそそり立つ。
- 毛無山 (岡山県・鳥取県)
広大なブナ林が美しい1.000m級の山
- 宝仏山（鳥取県）
- 三徳山（鳥取県）
大山、蒜山等と同じ火山による地形的特徴があり、中国地方では特徴的な自然林があり、また、それらを背景に信仰の場とされてきた。国の名勝、史跡に指定されている。

### 隠岐地域

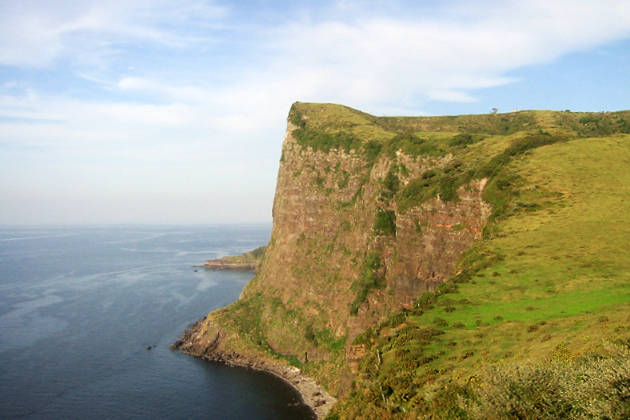
国賀海岸 摩天崖。

島前
- 国賀海岸
島前の西ノ島にある。国内有数の断崖である摩天崖及び通天橋、鬼ヶ城などの景勝地。地上には牧草地が見られ、優雅に牛馬が草を食む。国の名勝。

島後
- 白島海岸
島後島の北部にある白砂青松の景勝地。国賀海岸とは対照的に優美な景観を呈し、展望台からの眺めは素晴らしい。名の由来は板状アルカリ流紋岩が白色なのにちなむ。国の名勝。
- 布施海岸（浄土ヶ浦）
島後島の東部にある景勝地。小規模ながら無数の小島、断崖、洞門が点在し、老松が生育。繊細かつ、幾何学的な自然美が特徴で、国立公園切手の題材にもなったことで有名になった。国の名勝。

### 島根半島地域

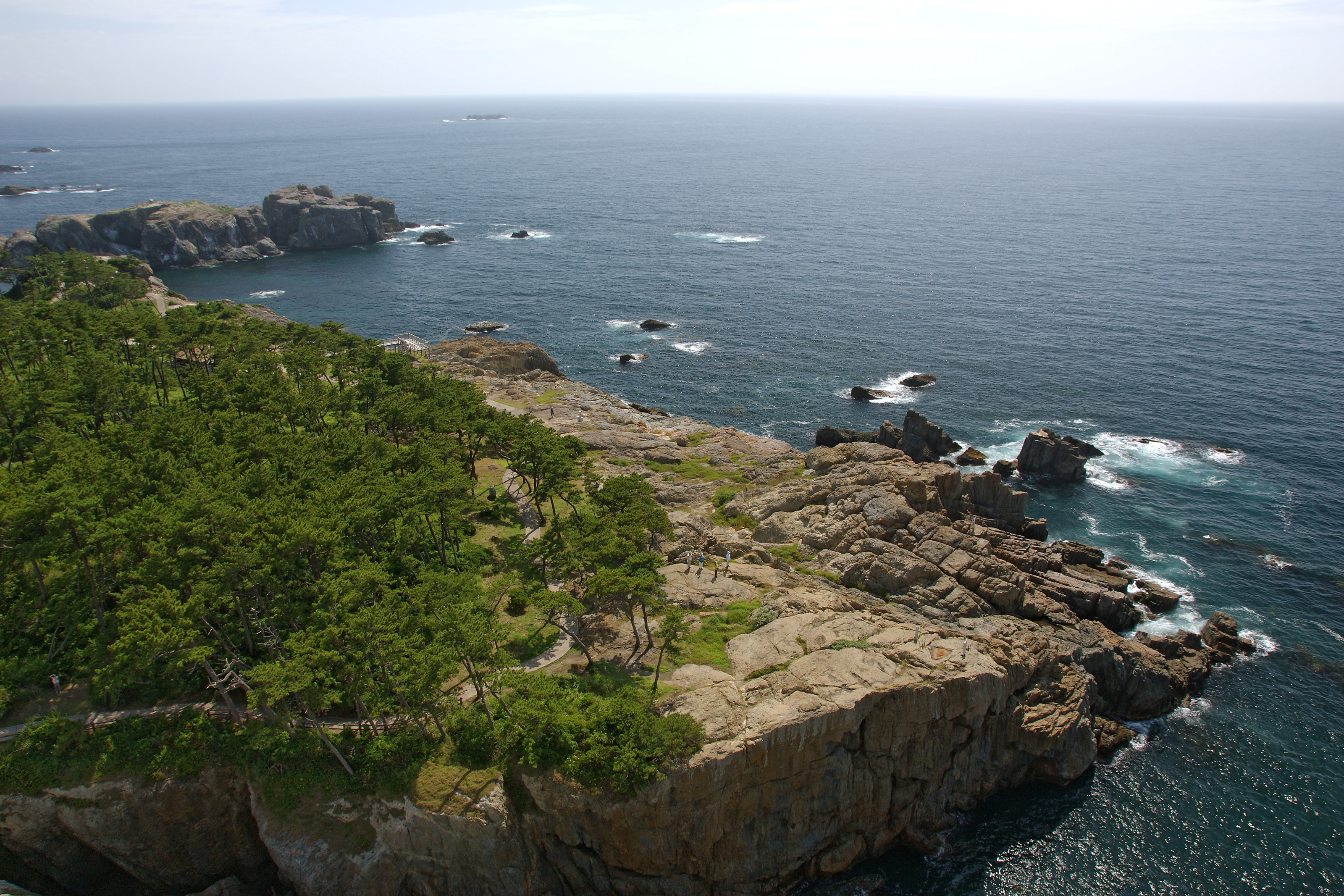
日御碕。

- 地蔵崎
- 加賀の潜戸
- 日御碕

### 三瓶山地域

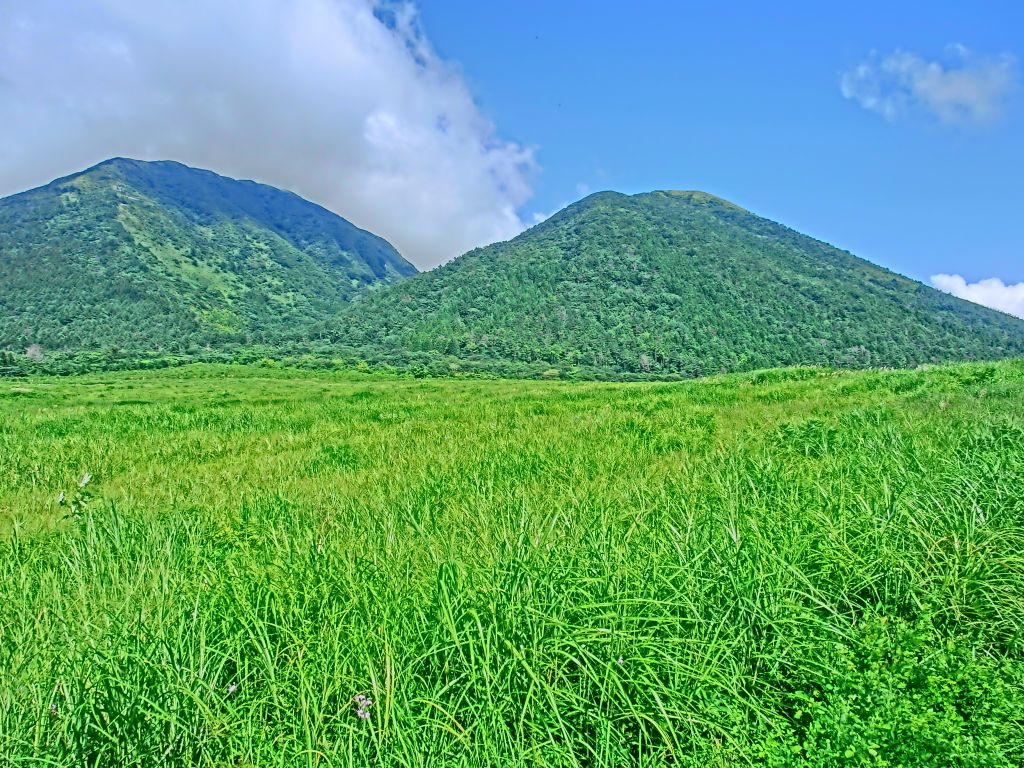
西の原からみた三瓶山。

三瓶山は約4,000年前に最後の活動をおこなった火山で、（火山噴火予知連絡会・気象庁による定義上）活火山に指定されている。山体は、カルデラ地形とその内側の男三瓶、女三瓶、孫三瓶、子三瓶などの溶岩円頂丘群で構成されている。古来より信仰の山として知られ、『出雲国風土記』にも佐比売山として名が登場する。穏やかな山容を見せ、また自然のブナ林がみられる。